# Libor Monhart
Ing. arch. Libor Monhart (*28. dubna 1960 Rokycany) je český architekt a urbanista. Absolvoval Gymnázium Plzeň a poté pokračoval na Fakultě architektury na Českém vysokém učení technickém v Praze, kde v roce 1984 promoval. Po škole nastoupil do českobudějovického DRUPOSU a v roce 1990 otevřel vlastní ateliér. Je autorem celé řady staveb, ale i přestaveb. Patří sem písecké stavby Intehotel America z počátku 90. let a sportoviště gymnázia Písek z roku 2002, přestavba pobočky České spořitelny 2008 (Písek) či realizace villy Skalka v Plzni (2000).

## Galerie

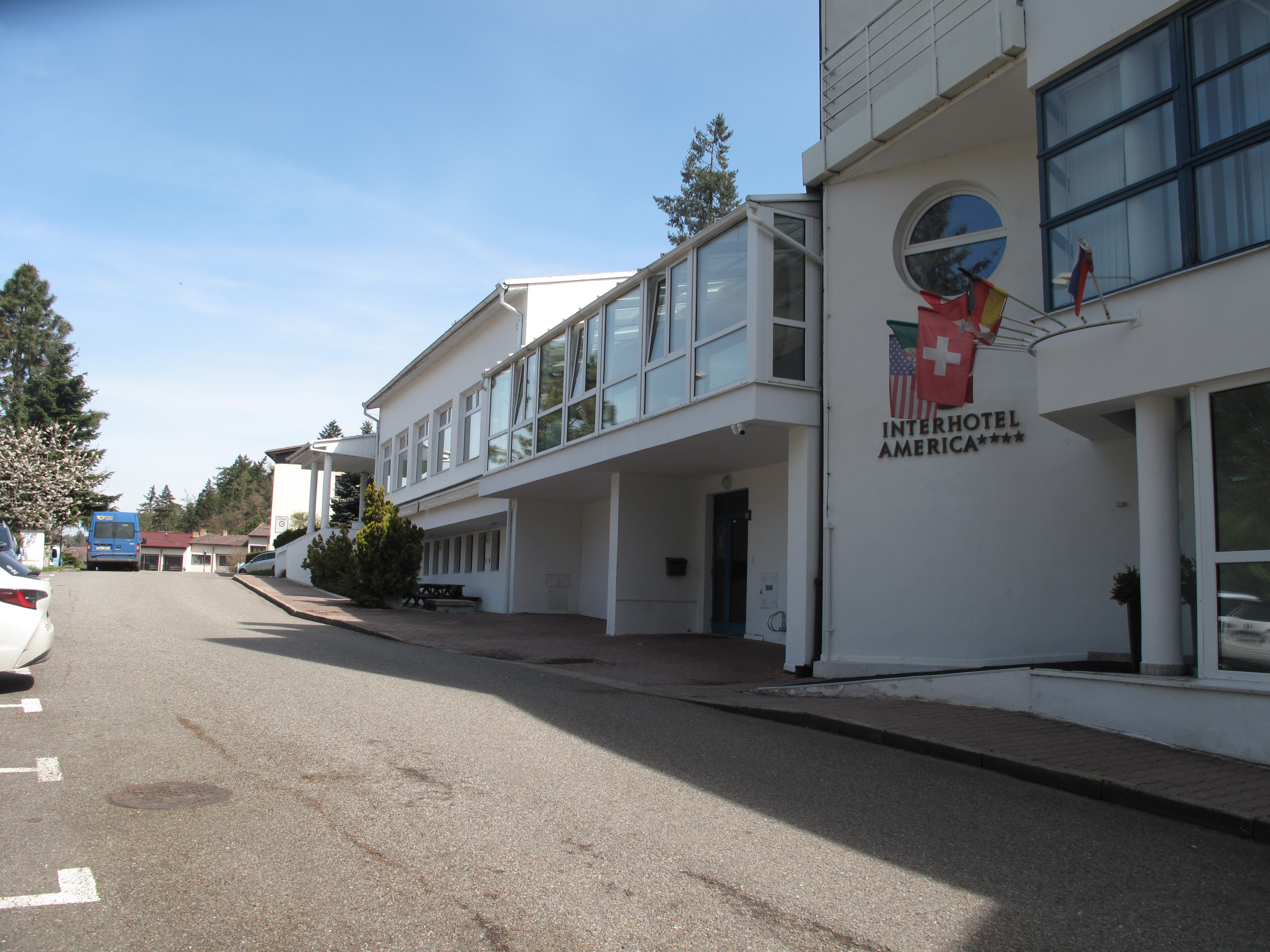
Interhotel America
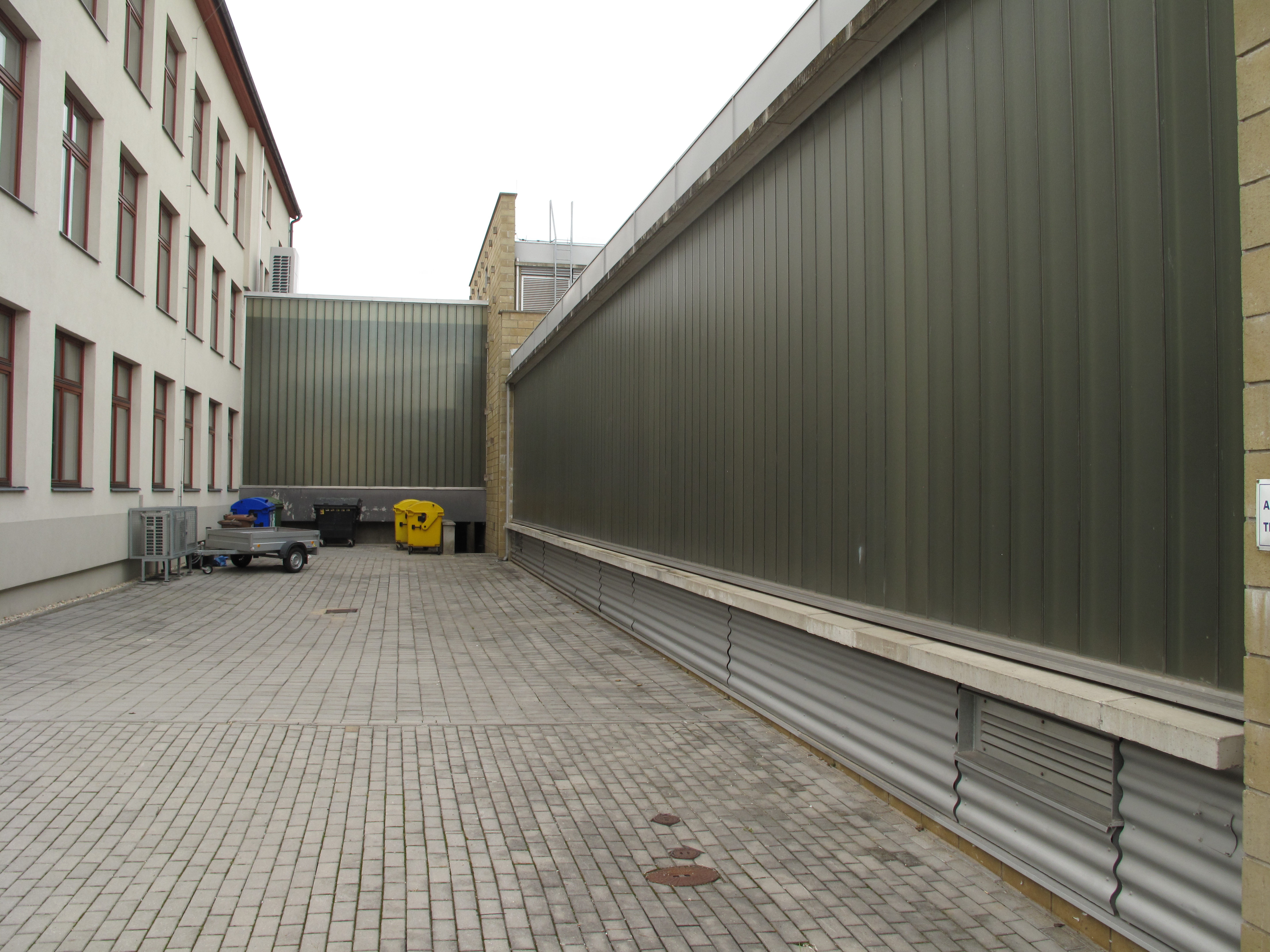
Sportovní hala Gymnázia Písek
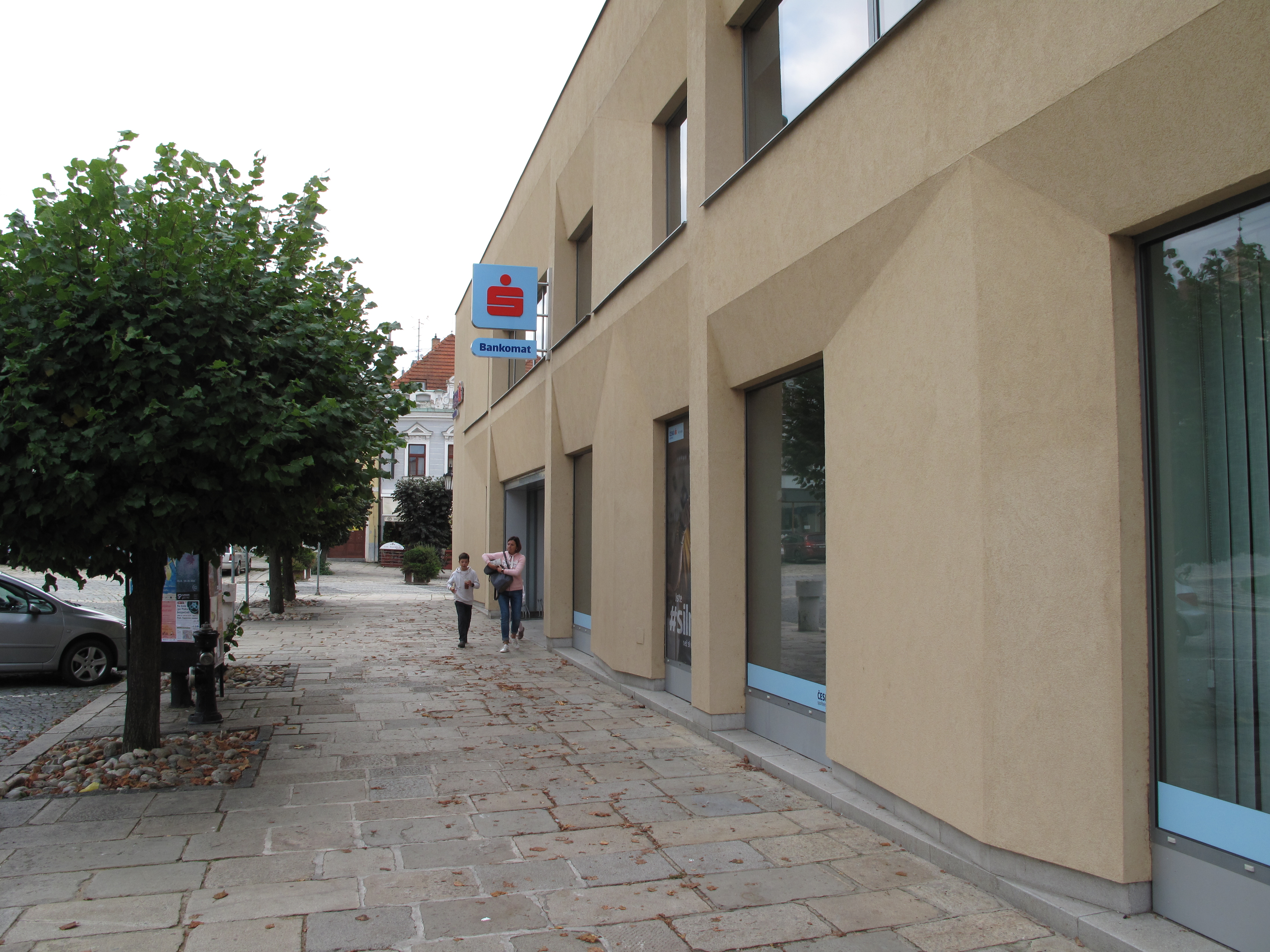
Česká spořitelna v Písku
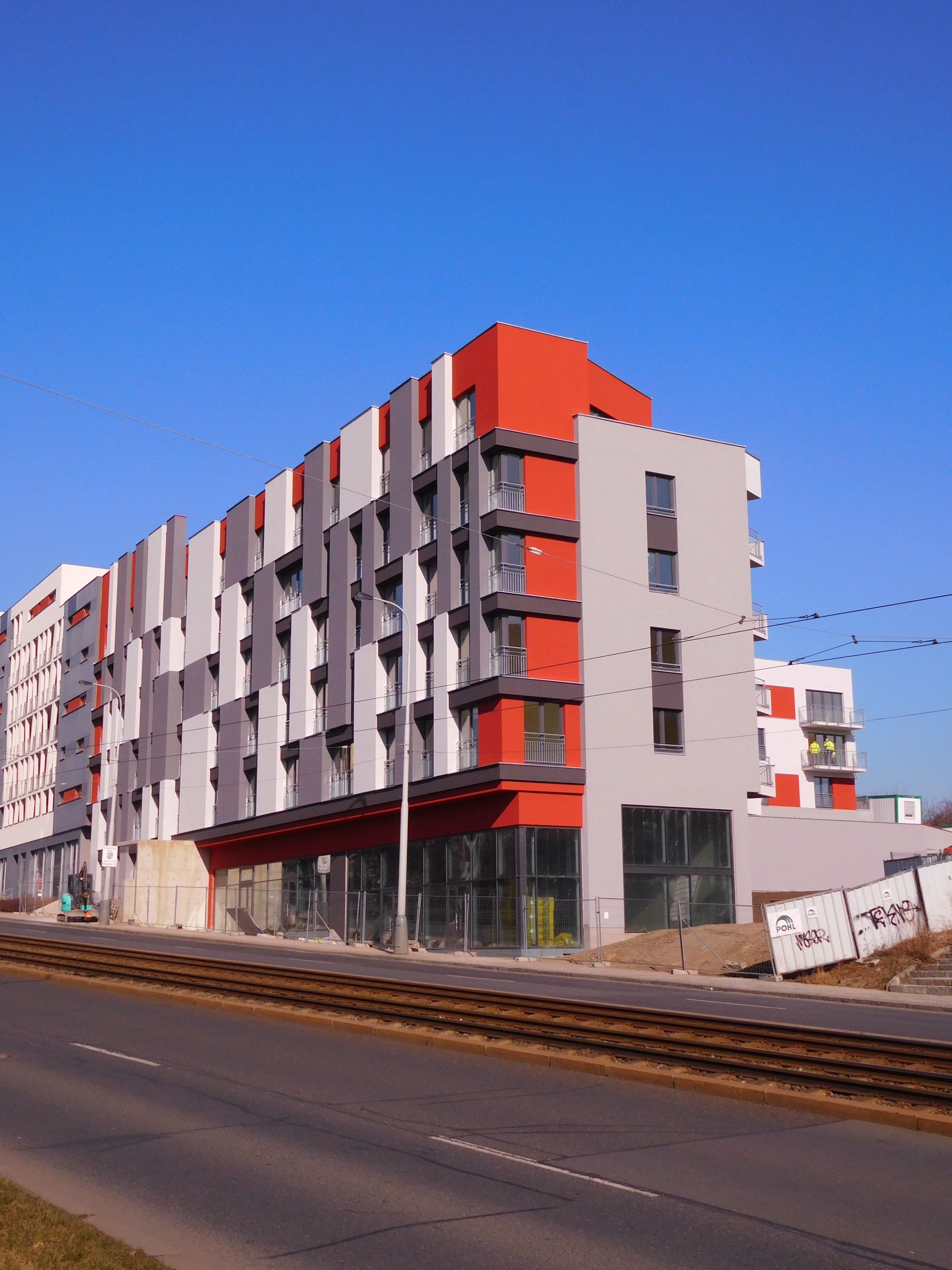
Park Zahradní Město II., Praha